# Caime Catum
Caime Catum (em turco otomano: خیمه خاتون; romaniz.: Hayme Hatun), também conhecida como Caime Ana (Mãe Caime), foi a avó de Osmã I, fundador do Império Otomano e a mãe de Ertogrul, o líder do Clã Caie (Kayı) dos turcos oguzes.

## Local de morte
O último local de descanso de Caime Ana ficava em Charxamba, uma aldeia perto de Domaniche, numa área de pastagem, perto de uma rota que ligava as planícies a leste de Bursa com Tavexanle. Em 1892, Abdulamide II ordenou a recuperação da tumba.